# VTV (телеканал, Хорватия)
VTV, также известный как VTV Televizija или Вараждинское телевидение (хорв. Varaždinska Televizija) — хорватский круглосуточный региональный телеканал, вещающий из города Вараждин на территории Вараждинской жупании.

## Описание
Региональная студия телевидения в Вараждине была основана в 1992 году: эта студия была своеобразным сетевым партнёром общенациональных телеканалов Хорватии, ретранслируя в городе HRT 1 и HRT 2. Также она занималась рекламной деятельностью и производством некоторых программ. 1 февраля 1999 начал вещание местный телеканал VTV, а к 2006 году его зона вещания распространилась и на всю Вараждинскую жупанию.
Этот телеканал вещает круглосуточно, более 60% его эфирного времени занимают его собственные программы. Остальную долю занимают около 30 телепроектов, которые созданы под лозунгом «Программа для всех» (хорв. Program za svakova).

## Вещание
Относится к третьему региональному мультиплексу D3. Передатчики расположены в Иваншчице и Копривнице, вещает на 36-м дециметровом канале. Доступен для просмотра частично в следующих жупаниях: Меджимурской, Копривницко-Крижевацкой, Беловарско-Билогорской и Крапинско-Загорской жупании. Также телеканал доступен на платформах MaxTV, OptiTV и B.net.